# Bill Adams (Fußballspieler, 1921)
William Victor „Bill“ Adams (* 10. Mai 1921 in Plymouth; † Juni 1997 ebenda) war ein englischer Fußballspieler.

## Karriere
Adams kam im April 1945 vom lokalen Klub Plymouth United zu Plymouth Argyle. Der Spielbetrieb der Football League wurde zur Saison 1945/46 noch nicht wieder aufgenommen, im Football League South genannten Ersatzwettbewerb kam er zu 14 Einsätzen, ebenso wie in den beiden Partien im FA Cup 1945/46, als man nach Hin- und Rückspiel zum Auftakt in der dritten Runde dem FC Aldershot mit 0:3 unterlag. In der folgenden Saison, die Plymouth Argyle in der Second Division bestritt, kam er lediglich am Neujahrstag 1947 gegen den FC Chesterfield (Endstand 1:4) zum Einsatz, bevor er den Klub am Saisonende wieder verließ und zu Plymouth United zurückkehrte.